# Kakteen und andere Sukkulenten
Kakteen und andere Sukkulenten, kurz KuaS, ist eine monatlich erscheinende Fachzeitschrift. Sie wird herausgegeben als gemeinsames Organ der Deutschen Kakteen-Gesellschaft e. V. (DKG), der Schweizerischen Kakteen-Gesellschaft (SKG) und der Gesellschaft Österreichischer Kakteenfreunde (GÖK). Sie ist nicht im Zeitschriftenhandel erhältlich, sondern nur über die Mitgliedschaft in einer der genannten Gesellschaften. Die monatliche Auflage beträgt etwa 7500 Exemplare, die KuaS ist damit die auflagenstärkste Kakteenzeitschrift der Welt. Der Umfang jeder Ausgabe liegt zwischen 24 und 36 Seiten. Neben Erstbeschreibungen enthält die KuaS beispielsweise Artikel über die Lebensbedingungen der Sukkulenten an ihren natürlichen Standorten, Pflegehinweise, empfehlenswerte Pflanzenarten und Vereinsmitteilungen.

## Geschichte
Eine Vorgängerin der KuaS wurde von Dr. Paul Arendt erstmals von März 1891 bis März 1892 als Monatsschrift für Kakteenkunde herausgegeben. Von Juni 1892 an erschien sie im Berliner Verlag von Bodo Grundmann, Karl Moritz Schumann übernahm ihre Redaktion im September 1892. Die Monatsschrift für Kakteenkunde wurde bereits bei der Gründung der Gesellschaft der Kakteenfreunde (ab 1898 Deutsche Kakteen-Gesellschaft) im Dezember 1892 zu deren Vereinsorgan.
Nach dem Zweiten Weltkrieg wurde die DKG im Juli 1949 wiedergegründet, im Oktober erschien die Zeitschrift unter ihrem heutigen Titel. Die Jahrgänge werden von 1950 an gezählt. Seit Januar 1957 wird die KuaS gemeinsam von DKG, SKG und GÖK herausgegeben.